# 呉システム通信隊
呉システム通信隊（、略称：呉シ通（）、英称：Communications Station Kure、英略称：K-CS）とは、海上自衛隊のシステム通信隊である。

## 任務
- システム通信隊の所在する警備区域内の地域通信網の維持管理、海上幕僚長の定めるところによりシステム通信隊が担当する通信系の構築、警備区域に所在する海上自衛隊の部隊及び機関が行う通信の支援に関することに必要な調査及び研究。
- 上記のほか、中央システム通信隊の業務に支障が出たとき中央システム通信隊の業務を行う。

## 沿革

### 開隊以後
- 1955年（昭和30年）
  - 5月1日：呉通信隊を呉地方隊隷下に新編。
- 2002年（平成14年）
  - 3月22日：同隊を呉システム通信隊と改編し、同日に新編されたシステム通信隊群隷下に編入。

## 部隊編成
- 総務科
  - 呉システム通信隊付
- 運用科
  - 通信運用班
  - ネットワーク管理班
  - システム運用班
  - 衛星通信運用統制班
- 整備科
  - ネットワーク整備班
  - 通信機器整備班
- 岩国システム通信分遣隊